# Айова Хокайс (баскетбол)
Айова Хокайс (англ. Iowa Hawkeyes) — студенческая баскетбольная команда, представляющая Айовский университет в первом баскетбольном мужском дивизионе NCAA. Располагается в Айова-Сити (штат Айова). В настоящее время команда выступает в конференции Big Ten. Главным тренером команды является Френ Макафри.
За свою историю «Хокайс» восемь раз становились победителями регулярного чемпионата конференции Big Ten и дважды турнира конференции. Айова также трижды доходила до Финала Четырх турнира NCAA — 1955, 1956 и 1980 годах. Наибольших успехов команда добилась под управлением главных тренеров Люта Олсона и Тома Дэвиса. При Олсоне «Хокайс» в последний раз выигрывали чемпионат конференции и выходили в Финал Четырёх.
Домашние игры «Хокайс» проводят в «Карвер-Хокайс-арене», открытой в 1983 году. До этого команда выступала в «Айова-филдхаусе», который до сих пор используется университетской гимнастической сборной. В 2006 году «Хокайс» установили рекорд учебного заведения, выиграв 21 домашнюю игру подряд, пока не проиграли команде Северной Айовы.

## Закреплённые номера
В баскетбольной команде Айовского университета закреплено девять номеров за бывшими игроками:
| Закреплённые номера Айовы |                   |                 |
| №                         | Игрок             | Год закрепления |
| 10                        | Би Джей Армстронг | 1992            |
| 12                        | Ронни Лестер      | 1980            |
| 21                        | Карл Кейн         | 1980            |
| 22                        | Билл Сиберг       | 1980            |
| 31                        | Билл Логан        | 1980            |
| 33                        | Билл Шуф          | 1980            |
| 40                        | Крис Стрит        | 1993            |
| 41                        | Грег Стоукс       | 1985            |
| 46                        | Шарм Шеуерман     | 1980            |

## Достижения
- Полуфиналист NCAA: 1955, 1956, 1980
- Четвертьфиналист NCAA: 1955, 1956, 1980, 1987
- 1/8 NCAA: 1955, 1956, 1970, 1980, 1983, 1987, 1988, 1999
- Участие в NCAA: 1955, 1956, 1970, 1979, 1980, 1981, 1982, 1983, 1985, 1986, 1987, 1988, 1989, 1991, 1992, 1993, 1996, 1997, 1999, 2001, 2005, 2006, 2014, 2015, 2016, 2019
- Победители турнира конференции: 2001, 2006
- Победители регулярного чемпионата конференции: 1923, 1926, 1945, 1955, 1956, 1968, 1970, 1979